# Массовое убийство в Метгетене

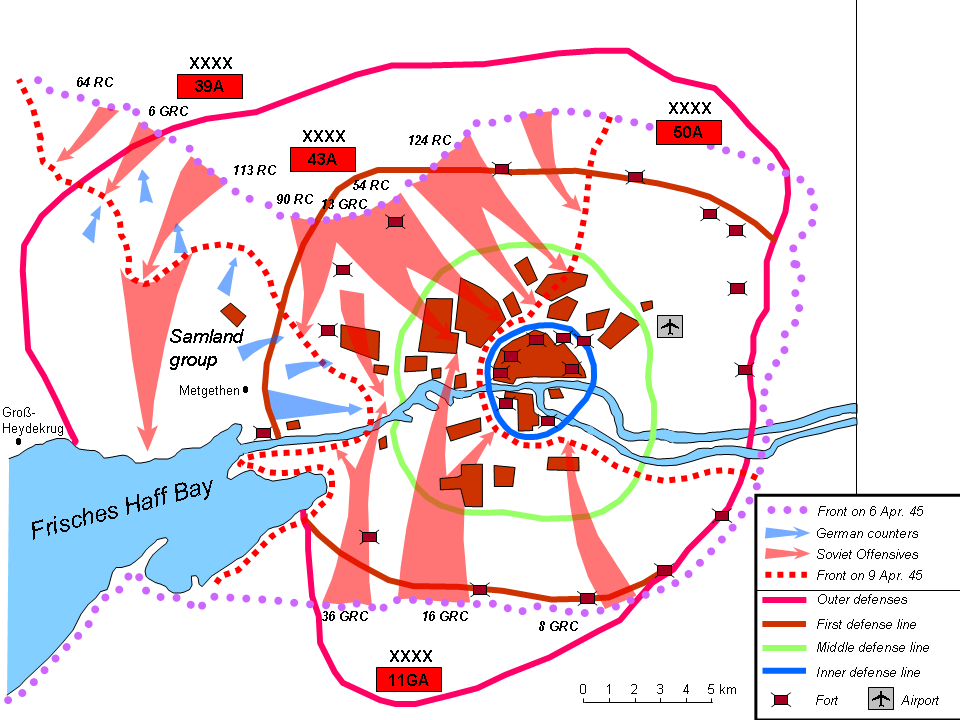
Метгетен на карте битвы за Кёнигсберг в апреле 1945 года

Массовое убийство в Метгетене (нем. Massaker von Metgethen) или зверство в Метгетене — фальсифицированное утверждение об уничтожении советскими войсками мирного населения в восточно-прусском городке Метгетен (ныне Посёлок имени Александра Космодемьянского), предположительно произошедшее вскоре после его захвата советской армией 29 января 1945 года.
19 февраля 1945 года в ходе битвы за Кёнигсберг город был отбит немецкими войсками. Информация о массовом убийстве основывается на свидетельстве Германа Зоммера (по собственным словам — капитана штаба коменданта крепости Отто Ляша и комендатуры вермахта Кёнигсберга) и не имеет документальных подтверждений.

## Свидетельства

### Герман Зоммер
Одним из свидетелей по данному делу выступал Герман Зоммер, по его словам — капитан штаба коменданта крепости Отто Ляша и комендатуры вермахта Кёнигсберга, а также ответственный за размещение войск, «казарменное содержание иностранцев» и «начальник по делам военнопленных».
15 февраля 1951 года Зоммер дал под присягой показания о «зверстве ведения войны русскими». По словам Зоммера, после обратного захвата Метгетена «наряду с разбросанными в окрестностях местечка единичными трупами были обнаружены два особенно крупных холма трупов», «в которых находилось около 3 000 трупов, в основном женщин, девочек и детей».
Вопреки более поздним представлениям, в которых показания Зоммера были оценены выборочно и выявлены лишь жертвы среди немецкого гражданского населения, «большая часть трупов была не немецкой, а русской национальности». Под русскими подразумевались расположенные в лесу возле Метгетена украинцы, из которых, по словам Зоммера, при захвате советскими войсками области «бо́льшая часть мужчин была сразу зачислена в русские штрафные батальоны, а остальные расстреляны».
Зоммер сказал также, что была образована специальная комиссия для идентификации жертв и расследования обстоятельств, которая сфотографировала «многие сотни трупов» и запротоколировала высказывания свидетелей. По словам Зоммера, часть этих материалов хранилась затем в штабе у Зоммера и использовалась двояко. С одной стороны, офицеры абвера и уголовной полиции допрашивали там пленных, чтобы выяснить обстоятельства дела; свидетельства Зоммера гласят, что показания об обращении с украинцами были даны «многими сотнями военнопленных». С другой стороны, его штаб якобы служил местом сбора гражданских лиц, которые хотели идентифицировать своих родственников среди жертв.
Гауляйтерство издало на основе этих материалов плакат с надписью «Думайте о Метгетене!» и другие пропагандистские материалы, по мнению Зоммера — чтобы «побудить население покинуть город». На самом деле гауляйтерство строго запрещало покидать область до середины января 1945 года и подготовка к эвакуации из Восточной Пруссии не велась, за что ответственным за эвакуацию гауляйтеру Эриху Коху и его подчинённому Альфреду Фидлеру иногда приписывают существенную часть вины в большом числе жертв среди мирного населения.
По словам Зоммера, его место службы в Кёнигсберге было уничтожено вместе со всеми находящимися там материалами 2 апреля 1945 года прямым попаданием артиллерийского снаряда. Также не сохранилось ничего из материалов расследования и пропаганды, за исключением архивированного в Библиотеке Конгресса альбома из 26 фотографий, который озаглавлен как «Фотоотчёт об убитых и осквернённых большевиками в Метгетене немцах» (нем. Bildbericht über von den Bolschewisten ermordete und geschändete Deutsche in Metgethen) и помечен «командир полиции безопасности, Кёнигсберг Пр.» (нем. Der Kommandeur der Sicherheitspolizei, Königsberg Pr.).
В одном из своих свидетельств Зоммер рассказал:

Свои собственные наблюдения я сделал 27 февраля 1945 года, когда должен был быть в Метгетене по службе. Когда недалеко перед железнодорожным переездом на Метгетен я заехал на своём мотоцикле в находящийся там галечный карьер, чтобы осмотреть стоящие там здания на предмет использования, то неожиданно нашёл за домом двенадцать женских и шесть детских трупов. Все они были полностью раздеты и лежали вповалку друг на друге. Черепа детей были большей частью пробиты твёрдым предметом или их тела были продырявлены бесчисленными ударами штыков. Женщины, в основном в возрасте между 40 и 60 лет, были также убиты ножами и штыками. У всех были явственно различимы чёрно-синие пятна от ударов.
Оригинальный текст (нем.)Meine eigenen Wahrnehmungen machte ich am 27. Februar 1945, als ich dienstlich in Metgethen zu tun hatte. Als ich kurz vor der Straßen- und Bahnkreuzung nach Metgethen mit meinem Krad in eine dort befindliche Kiesgrube einfuhr, um das dort stehende Gebäude auf seine Verwendbarkeit zu besichtigen, fand ich hinter dem Hause plötzlich zwölf Frauen- und sechs Kinderleichen. Alle waren sie völlig entkleidet und lagen in einem wirren Haufen zusammen. Den Kindern war meist mit einem harten Gegenstand der Schädel eingeschlagen oder die kleinen Körper mit zahllosen Bajonettstichen durchbohrt. Die Frauen, meist ältere zwischen 40 und 60 Jahren, waren ebenfalls mit Messern und Bajonettstichen umgebracht. Bei allen waren die blauschwarzen Flecken der Schläge deutlich erkennbar.

### Отто Ляш
Начальник Зоммера, комендант крепости генерал Отто Ляш после своего возвращения из советского плена привёл в своей опубликованной в 1958 году автобиографии описание тех событий. В переводе на русский язык книги мемуаров того же автора «Так пал Кёнигсберг» о подобных инцидентах при возврате Метгетена существует небольшое упоминание.

## Последствия
Как свидетельство Германа Зоммера, так и появившиеся после войны высказывания современников и предполагаемых свидетелей с тех пор зачастую цитируются в литературе. На английском языке они часто даются в переводе Альфреда-Мориса де Зайаса.
Зайас приводит кроме ссылки на Зоммера также слова адъютанта Карла Августа Кнорра, который на открытой площадке увидел двух девушек лет двадцати, которых видимо, привязали ногами к двум машинам, а затем разорвали на части. «Из находившейся неподалёку виллы было вывезено примерно 60 женщин, половина которых была близка к сумасшествию… Ими пользовались в среднем по 60-70 раз в день».